# رودلف ویرشو
رودُلف لودویگ کارل ویرشو (آلمانی: Rudolf Ludwig Karl Virchow؛ آلمانی: [ˈvɪɐ̯ço:]) (زاده ۱۳ اکتبر ۱۸۲۱ – درگذشته ۵ سپتامبر ۱۹۰۲) یک پزشک، مردم‌شناس، آسیب‌شناس، تاریخدان پیشاتاریخ، زیست‌شناس و سیاستمدار آلمانی شناخته شده برای پیشرفت بهداشت عمومی است.
وی، که از او به عنوان "پدر آسیب‌شناسی مدرن" یاد می‌شود، یکی از بنیانگذاران پزشکی اجتماعی است.

## کار علمی

### واژگان پزشکی به نام ویرشو
- زاویه ویرشو
- سلول ویرشو
- تئوری سلول ویرشو
- بیماری ویرشو
- قانون ویرشو
- گره ویرشو: اگر غده لنفاوی فوق‌ترقوه‌ای چپ بزرگ شود به آن گره ویرشو یا علامت تروازیه می‌گویند که ممکن است علامتی از یک بدخیمی گوارشی باشد.
- سه‌گانه ویرشو: آسیب اندوتلیوم عروق، افزایش انعقادپذیری و تغییرات همودینامیک سه عامل آسیب شناختی هستند که باعث استعداد ایجاد لخته خون در عروق می‌شوند.